# Nico D'Ascola
Nico D'Ascola, all'anagrafe Vincenzo Mario Domenico D'Ascola (Reggio Calabria, 13 febbraio 1954), è un politico italiano.

## Biografia
Laurea in giurisprudenza all'Università di Roma "La Sapienza", già ricercatore universitario presso la facoltà di giurisprudenza della stessa Sapienza di Roma, è professore di diritto penale presso il dipartimento di giurisprudenza dell'Università "Mediterranea" di Reggio Calabria e avvocato penalista.
È stato membro delle commissioni ministeriali Nordio e Pisapia per la riforma del Codice penale.

### Elezione a senatore
Alle elezioni politiche del 2013 è candidato al Senato della Repubblica, in regione Calabria, nelle liste del Popolo della Libertà (in terza posizione), venendo eletto senatore della XVII Legislatura.
Il 16 novembre 2013, con la sospensione delle attività del Popolo della Libertà, aderisce al Nuovo Centrodestra guidato da Angelino Alfano.
Il 21 gennaio 2016 è eletto nuovo Presidente della 2 Commissione Giustizia del Senato della Repubblica sostituendo l'ex Ministro Francesco Nitto Palma di Forza Italia ormai passata all'opposizione. Ha ottenuto 13 voti nel primo scrutinio contro i 7 del vicepresidente Felice Casson del PD (appoggiato da SEL, M5S e dissidenti PD) restando tuttavia il candidato della maggioranza e venendo eletto al secondo turno con 14 voti nonostante i malumori.
Il 18 marzo 2017, con lo scioglimento del Nuovo Centrodestra, confluisce in Alternativa Popolare.
Alle politiche del 2018 è il candidato della coalizione di centro-sinistra (in quota Civica Popolare di Beatrice Lorenzin) nel collegio uninominale Calabria - 08 ma arriva terzo.

### Candidatura alla presidenza della regione Calabria
In vista delle elezioni regionali in Calabria del 2014 la coalizione Alternativa Popolari per la Calabria (NCD e UDC) candida il sen. D'Ascola alla presidenza della Regione.
Le elezioni si svolgono il 23 novembre e D'Ascola l'8,7% e 3 seggi, giungendo terzo dietro a Mario Oliverio (61,4%, centro-sinistra) e Wanda Ferro (23,6%, centro-destra).